# Challenger de Lisboa 2021
El torneo Lisboa Belém Open 2021 fue un torneo de tenis perteneciente al ATP Challenger Tour 2021 en la categoría Challenger 80. Se trató de la 5ª edición; el torneo tuvo lugar en la ciudad de Lisboa (Portugal), desde el 27 de septiembre hasta el 3 de octubre de 2021 sobre pista de tierra batida.

## Jugadores participantes del cuadro de individuales
| Favorito | País                  | Jugador              | Rank1 | Posición en el torneo    |
| -------- | --------------------- | -------------------- | ----- | ------------------------ |
| 1        | Bandera de Brasil     | Thiago Monteiro      | 90    | Segunda ronda            |
| 2        | Bandera de Japón      | Taro Daniel          | 111   | Primera ronda            |
| 3        | Bandera de Francia    | Hugo Gaston          | 115   | Semifinales              |
| 4        | Bandera de Eslovaquia | Andrej Martin        | 121   | Semifinales, retiro      |
| 5        | Bandera de Serbia     | Nikola Milojević     | 148   | Cuartos de final         |
| 6        | Bandera de Alemania   | Cedrik-Marcel Stebe  | 170   | Cuartos de final, retiro |
| 7        | Bandera de Italia     | Alessandro Giannessi | 182   | Baja                     |
| 8        | Bandera de Kazajistán | Dmitry Popko         | 188   | CAMPEÓN                  |

- 1 Se ha tomado en cuenta el ranking del 20 de septiembre de 2021.

### Otros participantes
Los siguientes jugadores recibieron una invitación (wild card), por lo tanto ingresan directamente al cuadro principal (WC):
- Pedro Araújo
- Tiago Cação
- Gonçalo Oliveira

Los siguientes jugadores ingresan al cuadro principal tras disputar el cuadro clasificatorio (Q):
- Sebastian Fanselow
- Benjamin Hassan
- Daniel Michalski
- Santiago Rodríguez Taverna

## Campeones

### Individual Masculino
- Dmitry Popko derrotó en la final a  Andrea Pellegrino, 6–2, 6–4

### Dobles Masculino
- Jeevan Nedunchezhiyan /  Purav Raja derrotaron en la final a  Nuno Borges /  Francisco Cabral, 7–6(5), 6–3